# Tân Trung, Mỏ Cày Nam
Tân Trung là một xã thuộc huyện Mỏ Cày Nam, tỉnh Bến Tre, Việt Nam.
Xã Tân Trung có diện tích 14,21 km², dân số năm 1999 là 9.017 người, mật độ dân số đạt 635 người/km².

## Lỗi tọa
Cần sửa các tọa độ sau:
—14.164.210.21 (thảo luận) 04:55, ngày 19 tháng 9 năm 2017 (UTC)